# Francesco Compagna (senatore)
Francesco di Paola Antonio Eligio Raimondo Filomeno Compagna (Corigliano Calabro, 1º dicembre 1848 – Napoli, 17 gennaio 1925) è stato un politico italiano.
Fu senatore del Regno d'Italia dalla XVIII legislatura.